# فرانتز بنجامين
فرانتز بنجامين هو سياسي كندي، ولد في 1968 في بورت أو برانس في هايتي. حزبياً، نشط في Union Montreal ‏ ( – 2012) وEnsemble Montréal ‏ (2013 – ). وقد انتخب Montreal City Councillor ‏ عن دائرة Saint-Michel ‏ وقد انضم خلال فترته النيابية (2013 – )  للكتلة البرلمانية Ensemble Montréal ‏.